# Nacerdes guizhouensis
Nacerdes guizhouensis es una especie de coleóptero de la familia Oedemeridae.

## Distribución geográfica
Habita en Guizhou (China).